# Abschnittsbefestigung Pullach
Die bewaldete Abschnittsbefestigung Pullach ist ein abgegangener Burgstall (Abschnittsbefestigung) 680 m östlich von Pullach, einem Gemeindeteil der niederbayerischen Stadt Geiselhöring im Landkreis Straubing-Bogen. Die Anlage wird als Bodendenkmal unter der Aktennummer D-2-7139-0001 als „Abschnittsbefestigung der Vorgeschichte oder des frühen Mittelalters“ geführt.

## Beschreibung
Die Abschnittsbefestigung Pullach liegt 190 m östlich und 25 m höher als der vorbeifließende Moosbach, ein rechter Zufluss der Hartlaber. Sie liegt auf einem nach Nordosten abfallenden Geländerücken. Dort befindet sich ein kleiner Abschnittswall mit vorgelagertem Graben, der den nach Norden gerichteten Hangsporn gegen das Hinterland abgrenzt. Der Wall verläuft von Ost nach West und biegt an beiden Enden nach Norden um, um dann in den Spornflanken auszulaufen. Der abgegrenzte Innenraum erhebt sich um etwa 1 m bis zur Sohle des vorgelegten Grabens. Der äußere Grabenanstieg ist unwesentlich. Diese 45 m lange Abgrenzung weist in ihrer Mitte einen schmalen Walldurchlass mit einer entsprechenden Erdbrücke auf. Der Innenraum ist 60 m lang und gut 40 m breit. Er besitzt keine ausgeprägte Randbegrenzung, sondern geht allmählich in den Steilhang über.